# Lijst van ECW World Heavyweight Champions
Het ECW World Heavyweight Championship was een professioneel worstelkampioenschap dat georganiseerd werd door Extreme Championship Wrestling (1993-2001) en World Wrestling Entertainment (2006-2010).
| Naam                               | Jaren     |
| ---------------------------------- | --------- |
| NWA ECW Heavyweight Championship   | 1992-1994 |
| ECW World Heavyweight Championship | 1994-2001 |
| ECW World Championship             | 2006-2007 |
| ECW Championship                   | 2007-2010 |

## Titel geschiedenis
| Nr.                                | Worstelaar       | #                | Datum             | Stad            | Aantekeningen                                                                                    |
| ---------------------------------- | ---------------- | ---------------- | ----------------- | --------------- | ------------------------------------------------------------------------------------------------ |
| NWA ECW Heavyweight Championship   |                  |                  |                   |                 |                                                                                                  |
| 1                                  | Jimmy Snuka      | 1                | 25 april 1992     | Mount Tabor     | Versloeg Salvatore Bellomo in een toernooi finale en werd de eerste NWA ECW Heavyweight Champion |
| 2                                  | Johnny Hotbody   | 1                | 26 april 1992     | Philadelphia    |                                                                                                  |
| 3                                  | Jimmy Snuka      | 2                | 14 juli 1992      | Philadelphia    |                                                                                                  |
| 4                                  | Don Muraco       | 1                | 30 september 1992 | Philadelphia    |                                                                                                  |
| 5                                  | The Sandman      | 1                | 16 november 1992  | Philadelphia    |                                                                                                  |
| 6                                  | Don Muraco       | 2                | 3 april 1993      | Radnor Township |                                                                                                  |
| 7                                  | Tito Santana     | 1                | 8 augustus 1993   | Philadelphia    |                                                                                                  |
| 8                                  | Shane Douglas    | 1                | 9 september 1993  | Roanoke         | Won de titel via een forfait van de tegenstander                                                 |
| 9                                  | Sabu             | 1                | 2 oktober 1993    | Philadelphia    |                                                                                                  |
| 10                                 | Terry Funk       | 1                | 26 december 1993  | Philadelphia    | Dit was een No Disqualification match                                                            |
| ECW World Heavyweight Championship |                  |                  |                   |                 |                                                                                                  |
| 11                                 | Shane Douglas    | 2                | 26 maart 1994     | Devon           |                                                                                                  |
| 12                                 | The Sandman      | 2                | 15 april 1995     | Philadelphia    |                                                                                                  |
| 13                                 | Mikey Whipwreck  | 1                | 28 oktober 1995   | Philadelphia    | Dit was een Ladder match                                                                         |
| 14                                 | The Sandman      | 3                | 9 december 1995   | Philadelphia    |                                                                                                  |
| 15                                 | Raven            | 1                | 27 januari 1996   | Philadelphia    |                                                                                                  |
| 16                                 | The Sandman      | 4                | 5 oktober 1996    | Philadelphia    |                                                                                                  |
| 17                                 | Raven            | 2                | 7 december 1996   | Philadelphia    | Dit was een Barbed Wire match                                                                    |
| 18                                 | Terry Funk       | 2                | 13 april 1997     | Philadelphia    |                                                                                                  |
| 19                                 | Sabu             | 2                | 9 augustus 1997   | Philadelphia    | Dit was een Barbed Wire match                                                                    |
| 20                                 | Shane Douglas    | 3                | 17 augustus 1997  | Fort Lauterdale |                                                                                                  |
| 21                                 | Bam Bam Bigelow  | 1                | 16 oktober 1997   | New York        |                                                                                                  |
| 22                                 | Shane Douglas    | 4                | 30 november 1997  | Monaca          | November to Remember                                                                             |
| 23                                 | Tazz             | 1                | 10 januari 1999   | Kissimmee       | Guilty as Charged                                                                                |
| 24                                 | Mike Awesome     | 1                | 19 september 1999 | Villa Park      |                                                                                                  |
| 25                                 | Masato Tanaka    | 1                | 17 december 1999  | Nashville       |                                                                                                  |
| 26                                 | Mike Awesome     | 2                | 23 december 1999  | White Plains    |                                                                                                  |
| 27                                 | Tazz             | 2                | 13 april 2000     | Indianapolis    |                                                                                                  |
| 28                                 | Tommy Dreamer    | 1                | 22 april 2000     | Philadelphia    |                                                                                                  |
| 29                                 | Justin Credible  | 1                | 22 april 2000     | Philadelphia    |                                                                                                  |
| 30                                 | Jerry Lynn       | 1                | 1 oktober 2000    | St. Paul        |                                                                                                  |
| 31                                 | Steve Corino     | 1                | 5 november 2000   | Villa Park      | November to Remember                                                                             |
| 32                                 | The Sandman      | 5                | 7 januari 2001    | New York        |                                                                                                  |
| 33                                 | Rhino            | 1                | 7 januari 2001    | New York        |                                                                                                  |
| ECW World Championship             |                  |                  |                   |                 |                                                                                                  |
| 34                                 | Rob Van Dam      | 1                | 13 april 2006     | Trenton         |                                                                                                  |
| 35                                 | Big Show         | 1                | 4 juli 2006       | Philadelphia    | Dit was een Extreme Rules match                                                                  |
| 36                                 | Bobby Lashley    | 1                | 3 december 2006   | Augusta         | Dit was een Extreme Elimination Chamber match                                                    |
| 37                                 | Mr. McMahon      | 1                | 29 april 2007     | Atlanta         | Dit was een Handicap match in Backlash                                                           |
| 38                                 | Bobby Lashley    | 2                | 3 juni 2007       | Jacksonville    | Dit was een Street Fight in One Night Stand                                                      |
| ECW Championship                   |                  |                  |                   |                 |                                                                                                  |
| 39                                 | Johnny Nitro     | 1                | 24 juni 2007      | Houston         | Night of Champions                                                                               |
| 40                                 | CM Punk          | 1                | 1 september 2007  | Cincinnati      |                                                                                                  |
| 41                                 | Chavo Guerrero   | 1                | 22 januari 2008   | Charlottesville | Dit was een No Disqualification match                                                            |
| 42                                 | Kane             | 1                | 30 maart 2008     | Orlando         | WrestleMania XXIV                                                                                |
| 43                                 | Mark Henry       | 1                | 29 juni 2008      | Dallas          | Dit was een Triple Threat match bij Night of Champions                                           |
| 44                                 | Matt Hardy       | 1                | 7 september 2008  | Cleveland       | Unforgiven                                                                                       |
| 45                                 | Jack Swagger     | 1                | 12 januari 2009   | Sioux City      |                                                                                                  |
| 46                                 | Christian        | 1                | 26 april 2009     | Providence      | Won de match in Backlash                                                                         |
| 47                                 | Tommy Dreamer    | 2                | 7 juni 2009       | New Orleans     | Tommy won de Triple Threat Hardcore Rules match met Christian & Jack Swagger op Extreme Rules    |
| 48                                 | Christian        | 2                | 26 juli 2009      | Philadelphia    | Christian won van Tommy Dreamer op Night of Champions                                            |
| 49                                 | Ezekiel Jackson  | 1                | 16 februari 2010  | Kansas City     | Dit was een Extreme Rules match.                                                                 |
| Titel opgeborgen                   | Titel opgeborgen | Titel opgeborgen | 16 februari 2010  | Kansas City     | De WWE ECW show werd beëindigd door WWE                                                          |